# Parapristella
Genre
Parapristella est un genre de poissons téléostéens de la famille des Characidae et de l'ordre des Characiformes.

## Liste d'espèces
Selon FishBase (12 juin 2015):
- Parapristella aubynei (Eigenmann, 1909)
- Parapristella georgiae Géry, 1964